# Geghanist, Shirak
Geghanist là một đô thị thuộc tỉnh Shirak, Armenia. Dân số ước tính năm 2011 là 1325 người.